# Yannick Noah
Yannick Noah (Sedan, 18 de maio de 1960) é um ex-tenista profissional francês vencedor em 1983 do Torneio de Roland-Garros em simples. Reconverteu-se em treinador após sua carreira de jogador, tendo sido capitão da equipe francesa de tênis da Copa Davis, e segue desde 2002 uma carreira de cantor desencadeada desde 1991 com a canção Saga Africa. É pai do jogador de basquete norte americano Joakim Noah.
Noah chegou a ser número 1 mundial do ranking de duplas e 3 de simples. Durante sua carreira conquistou 39 títulos, sendo 23 de simples e 16 nas duplas. Ele é membro do International Tennis Hall of Fame desde 2005.

## Grand Slam finais

### Simples: 1 (1–0)
| Posição | Ano  | Campeonato    | Piso   | Oponente      | Placar             |
| Campeão | 1983 | Roland Garros | Saibro | Mats Wilander | 6–2, 7–5, 7–6(7–3) |

### Duplas: 3 (1–2)
| Posição | Ano  | Campeonato    | Piso   | Parceiro      | Oponente                    | Placar                            |
| Campeão | 1984 | Roland Garros | Saibro | Henri Leconte | Pavel Složil Tomáš Šmíd     | 6–4, 2–6, 3–6, 6–3, 6–2           |
| Vice    | 1985 | US Open       | Duro   | Henri Leconte | Ken Flach Robert Seguso     | 7–6(7–5), 6–7(1–7), 6–7(6–8), 0–6 |
| Vice    | 1987 | Roland Garros | Saibro | Guy Forget    | Anders Järryd Robert Seguso | 7–6(7–5), 7–6(7–2), 3–6, 4–6, 2–6 |

## Títulos em simples (23)
| No. | Data | Torneio                   | Superfície | Adversário na final | Resultado               |
| 1.  | 1978 | Manila, Filipinas         | Saibro     | Peter Feigl         | 7-6, 6-0                |
| 2.  | 1978 | Calcutá, Índia            | Clay       | Pascal Portes       | 6-3, 6-2                |
| 3.  | 1979 | Nancy, França             | Dura (i)   | Jean-Louis Haillet  | 6-2, 5-7, 6-1, 7-5      |
| 4.  | 1979 | Madri, Espanha            | Saibro     | Manuel Orantes      | 6-3, 6-7, 6-3, 6-2      |
| 5.  | 1979 | Bordeaux, França          | Saibro     | Harold Solomon      | 6-0, 6-7, 6-1, 1-6, 6-4 |
| 6.  | 1981 | Richmond WCT, EUA         | Carpete    | Ivan Lendl          | 6-1, 3-1, ret.          |
| 7.  | 1981 | Nice, França              | Saibro     | Mario Martinez      | 6-4, 6-2                |
| 8.  | 1982 | Indian Wells, EUA         | Hard       | Ivan Lendl          | 6-3, 2-6, 7-5           |
| 9.  | 1982 | South Orange, EUA         | Saibro     | Raúl Ramírez        | 6-3, 7-6                |
| 10. | 1982 | Basiléia, Suíça           | Dura (i)   | Mats Wilander       | 6-4, 6-2, 6-3           |
| 11. | 1982 | Toulouse, França          | Dura (i)   | Tomáš Šmíd          | 6-3, 6-2                |
| 12. | 1983 | Madri, Espanha            | Saibro     | Henrik Sundström    | 3-6, 6-0, 6-2, 6-4      |
| 13. | 1983 | Hamburg, Alemanha         | Saibro     | José Higueras       | 3-6, 7-5, 6-2, 6-0      |
| 14. | 1983 | Roland-Garros, Paris      | Saibro     | Mats Wilander       | 6-2, 7-5, 7-6           |
| 15. | 1985 | Roma, Itália              | Saibro     | Miloslav Mečíř      | 6-3, 3-6, 6-2, 7-6      |
| 16. | 1985 | Washington D.C., EUA      | Saibro     | Martín Jaite        | 6-4, 6-3                |
| 17. | 1985 | Toulouse, França          | Dura (i)   | Tomáš Šmíd          | 6-4, 6-4                |
| 18. | 1986 | Forest Hills, EUA         | Saibro     | Guillermo Vilas     | 7-6, 6-0                |
| 19. | 1986 | Wembley, Inglaterra       | Carpete    | Jonas Svensson      | 6-2, 6-3, 6-7, 4-6, 7-5 |
| 20. | 1987 | Lyon, França              | Carpete    | Joakim Nyström      | 7-6, 4-6, 7-6           |
| 21. | 1987 | Basiléia, Suíça           | Dura (i)   | Ronald Agenor       | 7-6, 6-4, 6-4           |
| 22. | 1988 | Milão, Itália             | Carpete    | Jimmy Connors       | 4-4, ret.               |
| 23. | 1990 | Sydney Outdoor, Austrália | Dura       | Carl-Uwe Steeb      | 5-7, 6-3, 6-4           |

## Títulos em duplas (16)
| No. | Data | Torneio                         | Superfície | Parceiro        | Adversários na final            | Resultado               |
| 1.  | 1981 | Nice, França                    | Saibro     | Pascal Portes   | Chris Lewis Pavel Složil        | 4-6, 6-3, 6-4           |
| 2.  | 1981 | Paris, França                   | Dura (i)   | Ilie Năstase    | Andrew Jarrett Jonathan Smith   | 6-4, 6-4                |
| 3.  | 1982 | Nice, França                    | Saibro     | Henri Leconte   | Paul McNamee Balázs Taróczy     | 5-7, 6-4, 6-3           |
| 4.  | 1982 | Basiléia, Suíça                 | Dura (i)   | Henri Leconte   | Fritz Buehning Pavel Složil     | 6-2, 6-2                |
| 5.  | 1984 | Roland-Garros, Paris            | Saibro     | Henri Leconte   | Pavel Složil Tomáš Šmíd         | 6-4, 2-6, 3-6, 6-3, 6-2 |
| 6.  | 1985 | Chicago, EUA                    | Carpete    | Johan Kriek     | Ken Flach Robert Seguso         | 3-6, 4-6, 7-5, 6-1, 6-4 |
| 7.  | 1986 | Monte Carlo, Mônaco             | Saibro     | Guy Forget      | Joakim Nyström Mats Wilander    | 6-4, 3-6, 6-4           |
| 8.  | 1986 | Roma, Itália                    | Saibro     | Guy Forget      | Mark Edmondson Sherwood Stewart | 7-6, 6-2                |
| 9.  | 1986 | Basiléia, Suíça                 | Dura (i)   | Guy Forget      | Jan Gunnarsson Tomáš Šmíd       | 7-6, 6-4                |
| 10. | 1987 | Lyon, França                    | Carpete    | Guy Forget      | Kelly Jones David Pate          | 4-6, 6-3, 6-4           |
| 11. | 1987 | Indian Wells, EUA               | Hard       | Guy Forget      | Boris Becker Eric Jelen         | 6-4, 7-6                |
| 12. | 1987 | Forest Hills, EUA               | Saibro     | Guy Forget      | Gary Donnelly Peter Fleming     | 4-6, 6-4, 6-1           |
| 13. | 1987 | Roma, Itália                    | Saibro     | Guy Forget      | Miloslav Mečíř Tomáš Šmíd       | 6-2, 6-7, 6-3           |
| 14. | 1987 | London/Queen's Club, Inglaterra | Grama      | Guy Forget      | Rick Leach Tim Pawsat           | 6-4, 6-4                |
| 15. | 1988 | Orlando, EUA                    | Dura       | Guy Forget      | Sherwood Stewart Kim Warwick    | 6-4, 6-4                |
| 16. | 1990 | Nice, França                    | Saibro     | Alberto Mancini | Marcelo Filippini Horst Skoff   | 6-4, 7-6                |

### Treinador
- Capitão da equipe da França masculina vitoriosa da Copa Davis em 1991, 1996 e 2017.[1]
- Capitão da equipe da França feminina vitoriosa da Fed Cup em 1997

## Carreira como cantor

### Discografia
| Ano  | Álbum        | Paradas Musicais | Paradas Musicais | Paradas Musicais | Notas                                    | Certificações |
| Ano  | Álbum        | França           | Bélgica          | Suíça            | Notas                                    | Certificações |
| ---- | ------------ | ---------------- | ---------------- | ---------------- | ---------------------------------------- | ------------- |
| 1990 | Saga Africa  |                  |                  |                  |                                          |               |
| 1991 | Black & What |                  |                  |                  | Includes Saga Africa                     |               |
| 1993 | Urban Tribu  |                  |                  |                  |                                          |               |
| 1998 | Zaam Zam     |                  |                  |                  |                                          |               |
| 2000 | Yannick Noah | 1                | 2                | 26               |                                          |               |
| 2002 | Yannick Noah | 16               | 40               | 82               |                                          |               |
| 2003 | Pokhara      | 1                | 2                | 23               |                                          |               |
| 2003 | Métisse(s)   | 2                | 4                | 28               |                                          |               |
| 2006 | Charango     | 1                | 1                | 7                | (including single "Aux arbres citoyens") |               |
| 2010 | Frontières   | 1                | 1                | 4                |                                          |               |
| 2012 | Hommage      | 1                | 1                | 19               |                                          |               |

Re-edições
- 2004: Yannick Noah - Live (2 CDs - FR #134)
- 2010: Charango / Pokhara (2 Cds - FR #103)

### Singles
| Ano  | Single                                 | Paradas Musicais | Paradas Musicais | Paradas Musicais | Certificações | Álbum       |
| Ano  | Single                                 | França           | Bélgica          | Suíça            | Certificações | Álbum       |
| ---- | -------------------------------------- | ---------------- | ---------------- | ---------------- | ------------- | ----------- |
| 1991 | "Saga Africa (ambiance secousse)"      | 2                | —                | —                |               | Saga Africa |
| 1991 | "Don't Stay (Far Away Baby)"           | 39               | —                | —                |               |             |
| 2000 | "Simon Papa Tara"                      | 12               | 32               | —                |               |             |
| 2001 | "La voix des sages (No More Fighting)" | 3                | 16               | —                |               |             |
| 2002 | "Les lionnes"                          | 16               | —                | —                |               |             |
| 2002 | "Jamafrica"                            | 52               | —                | —                |               |             |
| 2003 | "Si tu savais"                         | 22               | 31               | 77               |               |             |
| 2004 | "Ose"                                  | 13               | 9                | 41               |               |             |
| 2004 | "Mon Eldorado (du soleil...)"          | 19               | 23               | 59               |               |             |
| 2005 | "Métis(se)" (with Disiz La Peste)      | 11               | 22               | 41               |               | Métiss(e)   |
| 2006 | "Donne-moi une vie"                    | 8                | 5                | 46               |               |             |
| 2007 | "Aux arbres citoyens"                  | 1                | 2                | 41               |               | Charango    |
| 2007 | "Destination ailleurs"                 | 8                | 19               | —                |               | Charango    |
| 2011 | "Ça me regarde"                        | 80               | 34               | —                |               | Frontières  |
| 2012 | "Redemption Song"                      | 48               | 33               | —                |               |             |

## Curiosidades
- Em Dezembro de 2004, já aposentado das quadras, ele enfrentou e venceu a então N.01 do mundo Justine Henin-Hardenne, numa partida amistosa reeditando a Batalha dos Sexos, por 2 sets a 1. Parciais de 4-6, 6-4, 7-6(1).[2]